# روبرت إس. لويس
روبرت إس. لويس (بالإنجليزية: Robert S. Lewis)‏ هو سياسي أمريكي، ولد في 15 أغسطس 1856، وتوفي في 23 مايو 1956. حزبياً، نشط في الحزب الجمهوري. وقد انتخب عضو مجلس ولاية داكوتا الشمالية وانتخب نائب حاكم شمال داكوتا ‏.